# Tamarindo, Costa Rica

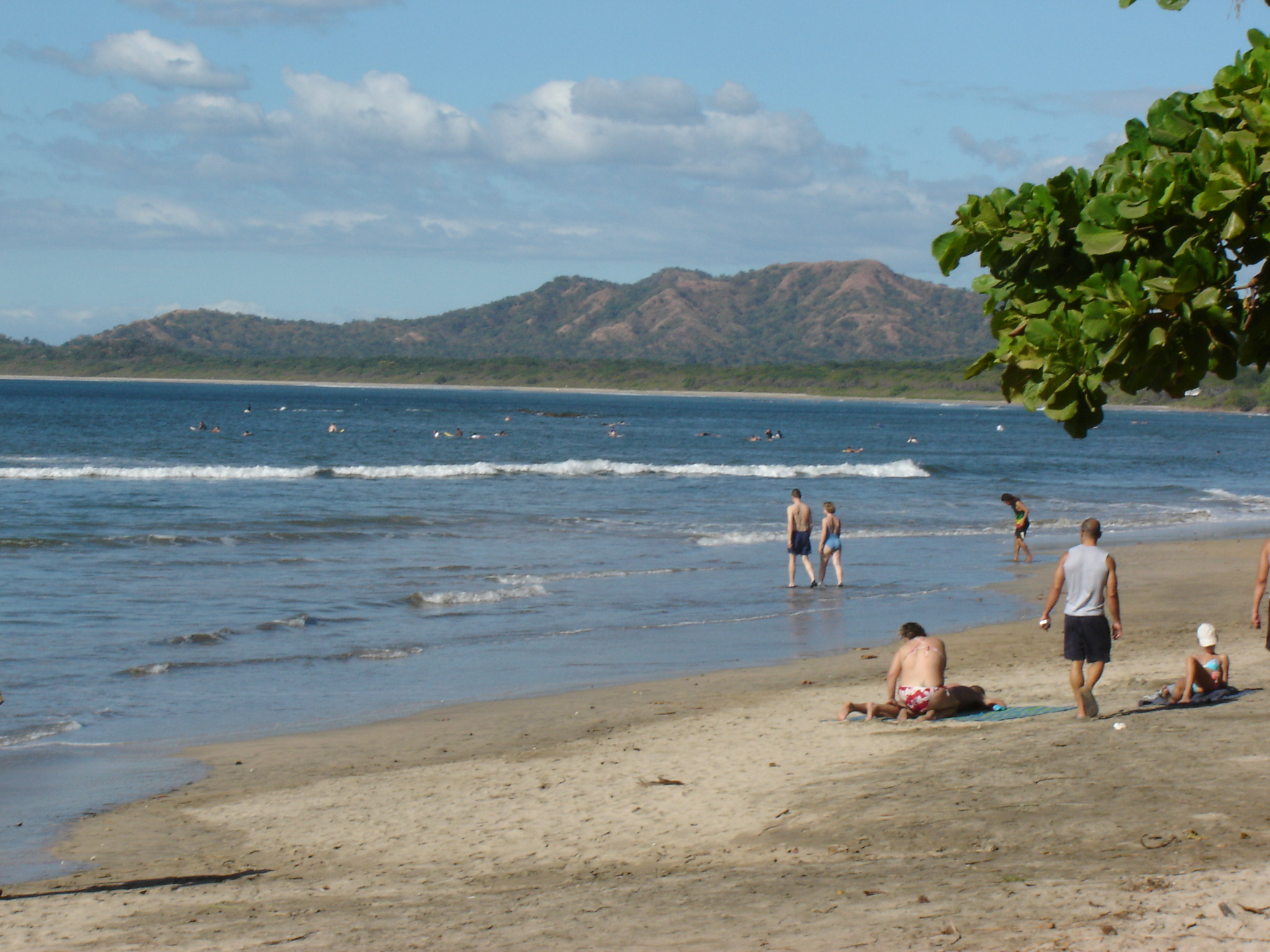
Cảnh quan bãi biển Tamarindo

Tamarindo là một thị xã và huyện nằm trên bán đảo Nicoya trên bờ biển Bắc Thái Bình Dương thuộc tỉnh Guanacaste, Costa Rica. Huyện có dân số 3525 người, [1] trong đó thị xã có khoảng 500 dân. Nhưng nó có thể sưng lên đến 5.000 người hoặc nhiều hơn trong mùa du lịch và các ngày nghỉ đặc biệt. Du khách đến đây chủ yêu tham gia lướt sống và du lịch sinh thái.

## Giao thông
Bãi biển Tamarindo, Guanacaste là một vị trí dễ tiếp cận nhất dọc theo bờ biển phía bắc Thái Bình Dương của Costa Rica với một đường băng. Lên kế hoạch dịch vụ hàng ngày xe buýt đến và đi từ San José, cũng như cộng đồng xung quanh, có sẵn. Ngoài ra còn có một đường được trải từ San José. Thời gian trung bình từ San Jose đến Tamarindo là 5-6 giờ tùy thuộc vào giao thông.